# Третьяков, Сергей Николаевич
Серге́й Никола́евич Третьяко́в (26 августа [7 сентября] 1882, Москва — 16 июня 1944, концлагерь Заксенхаузен, Германия) — российский предприниматель, политический деятель. Председатель Экономического совета Временного правительства (1917), затем эмигрант. С 1929 года тайно сотрудничал с ОГПУ (затем — НКВД).

## Семья и образование
Происходил из семьи московских текстильных фабрикантов; внук московского городского головы С. М. Третьякова. Входил в состав совета Московской городской галереи П. Третьякова и С. Третьякова.
В 1901—1905 годах учился на физико-математическом факультете Московского университета.

## Предприниматель и политик
С 1899 года — глава фабрично-торгового товарищества «Николай Третьяков и Ко». С 1905 — глава Товарищества Большой Костромской льняной мануфактуры. В 1909 сменил Александра Коновалова на посту председателя Комитета торговли и мануфактур города Кострома. С 1910 — председатель Всероссийского общества льнопромышленников, с 1912 года — старшина Московского биржевого комитета.
Сотрудничал с братьями Рябушинскими в их коммерческих и политических проектах. Был учредителем и членом совета Московского банка, главой совета директоров Русского акционерного льнопромышленного общества, являлся членом редакционного газеты «Утро России». Вместе с Рябушинскими, Коноваловым, Сергеем Смирновым и рядом других предпринимателей входил в группу так называемых «молодых капиталистов», оппозиционно настроенных по отношению к царскому правительству. С 1912 — член Центрального комитета партии прогрессистов.
С 1915 года — товарищ председателя Московского военно-промышленного комитета (МВПК) П. П. Рябушинского, также возглавлял льняную секцию МВПК и был членом Центрального военно-промышленного комитета, с 1916 года — товарищ председателя Московского биржевого комитета, фактически руководил его работой.

## Деятельность во время революции и Гражданской войны
Во время Февральской революции 1917 был товарищем председателя исполкома Комитета общественных организаций Москвы. С марта 1917 — товарищ председателя Всероссийского союза торговли и промышленности, лидер районной организации этого союза — Московского торгово-промышленного комитета. Летом 1917 был избран гласным Московской городской думы по списку Партии народной свободы (кадетов). С весны 1917 рассматривался в качестве возможного кандидата на министерский пост от деловых кругов.
Являлся товарищем председателя постоянного совета Совещания общественных деятелей в Москве, по решению которого в сентябре 1917 стал членом четвёртого (третьего коалиционного) состава Временного правительства в качестве председателя Экономического совета и Главного экономического комитета. Был арестован во время Октябрьской революции вместе с другими членами правительства в Зимнем дворце, находился в заключении в Петропавловской крепости, в конце февраля 1918 освобождён.
Эмигрировал в Финляндию, затем перебрался на юг России. Участвовал в деятельности либеральной антибольшевистской организации «Национальный центр». В ноябре 1918 участвовал в Ясском совещании представителей «небольшевистской России» и Антанты. Член Особого совещания при главкоме ВСЮР А. И. Деникине.
В сентябре 1919 по приглашению Верховного правителя А. В. Колчака прибыл в Сибирь, где стал министром торговли и промышленности в правительстве П. В. Вологодского. Считался возможным кандидатом на пост председателя Совета министров; после отставки Вологодского в ноябре 1919 был заместителем председателя Совета министров и министром иностранных дел в правительстве В. Н. Пепеляева, в отсутствие которого исполнял обязанности главы правительства.
В начале 1920 уехал в Китай, жил в Харбине, затем вернулся в Европу. В 1920 — член финансового совещания у П. Н. Врангеля.

## Эмигрант
Эмигрировал во Францию, где стал одним из организаторов и заместителем председателя Российского торгово-промышленного и финансового союза. В 1921 был одним из руководителей Русского комитета помощи голодающим России, с 1924 — Русского комитета объединенных организаций. Разочаровался в политической деятельности и перспективах эмиграции, чему способствовали испытываемые им серьёзные финансовые затруднения и пристрастие к алкоголю, приведшее к попытке самоубийства. Зарабатывал на жизнь в качестве сотрудника журнала «Иллюстрированная Россия», жена продавала парфюмерию, дочь занималась изготовлением дамских шляпок.
В 1930 году был посвящен в масонство в парижской русской ложе «Астрея» № 500 (Великая ложа Франции), её член по 1940 год.

### Агент советской разведки
В 1929 году бывший товарищ (заместитель) Третьякова в «колчаковском» министерстве торговли и промышленности Александр Окороков завербовал его в качестве агента ОГПУ (с 1934 года — НКВД). После вербовки Третьяков получил оперативный псевдоним «Иванов». На средства ОГПУ Третьяков снял три квартиры в здании в Париже, где располагалась штаб-квартира РОВС, и затем сдал часть помещений этой организации, испытывавшей финансовые трудности, по крайне низкой цене. В квартирах были установлены прослушивающие устройства, которые позволяли НКВД находиться в курсе планов руководства РОВС. Когда в 1937 году при участии другого агента НКВД, генерала Н. В. Скоблина, был похищен председатель РОВС генерал Е. К. Миллер, то Третьяков помог Скоблину избежать ареста и скрыться.

На официальном сайте российской Службы внешней разведки агентурная работа Третьякова характеризуется следующим образом: 

Одним из направлений его разведывательной деятельности была работа по Русскому общевоинскому союзу. На протяжении длительного времени являлся основным участником оперативного мероприятия «Информация наших дней» — прослушивание помещений штаб-квартиры РОВС. Передаваемые им в Центр материалы представляли большой оперативный интерес.

### Арест и гибель
Во время немецкой оккупации Франции в 1942 году Третьяков был арестован гестапо, которое обнаружило в его квартире аппаратуру для прослушивания и установило, что он являлся советским агентом. Он был отправлен в концлагерь Заксенхаузен, где расстрелян 16 июня 1944 года. Б. Г. Бажанов в своих мемуарах вспоминал:
«…немецкие войска захватили Минск с такой быстротой, что ГПУ не успело ни уничтожить, ни вывезти свои архивы; разбирая эти архивы, русский переводчик нашел ссылку Москвы „как сообщил нам наш агент Третьяков из Парижа…“. Немцы его расстреляли».

## Память
- Сергей Третьяков упоминается в трилогии Анатолия Рыбакова «Дети Арбата» во второй книге «Страх».
- Александр Тютин в художественном сериале «Очарование зла», 2006 год.